# Risparmio gestito
Il risparmio gestito è, in economia, la quota di accantonamento personale  affidata dal risparmiatore ad uno o più gestori professionali che provvedono ad amministrare le risorse loro conferite nell’ambito di un mandato ricevuto.

## Definizione
Il risparmio gestito racchiude tutti gli strumenti di investimento e i prodotti di risparmio attraverso i quali un investitore affida il proprio denaro a intermediari come banche, società di gestione del risparmio, promotori finanziari o assicurazioni per essere investiti.

### Differenza tra risparmio gestito e amministrato
A differenza del risparmio amministrato, in cui l'intermediario finanziario si limita ad agire da sostituto di imposta lasciando le scelte di investimento al risparmiatore, il risparmio gestito consiste nel conferire mandato all'intermediario ad operare con i propri risparmi, al fine di incrementarne il valore.

### Gli strumenti del risparmio gestito
Tra i prodotti di risparmio rientrano:
- i fondi comuni di investimento
- ETF
- Gestioni Patrimoniali
- Fondi Immobiliari
- Hedge Funds

### Tassazione
In Italia il regime di tassazione prevede che la scelta di questa opzione (individuale o collettiva) comporti al risparmiatore:
- plusvalenze tassate al momento della loro effettiva maturazione;
- possibilità di compensare tra loro redditi di capitale e redditi diversi;
- l'intermediario funge da sostituto d'imposta  ed garantito l'anonimato sui redditi diversi;
- l'imposta di bollo è un onere fiscalmente deducibile e va ad abbattere il risultato di gestione fiscalmente imponibile;

Gli altri regimi di dichiarazione delle plusvalenze sono il Regime Dichiarativo e il Regime di Risparmio Amministrato